# Personaggi di Death Note
Questa è la lista dei personaggi di Death Note, manga ideato e scritto da Tsugumi Ōba e disegnato da Takeshi Obata. Gli stessi personaggi compaiono anche nella serie televisiva anime e nelle altre opere derivate.
I nomi dei personaggi sono quelli usati nelle versioni italiane del fumetto e del cartone animato curate da Panini Comics; fra parentesi sono indicate rispettivamente la grafia originale dei nomi e la loro pronuncia in giapponese.

## Personaggi principali

### Light Yagami
Light Yagami (夜神 月?, Yagami Raito) è il protagonista della serie, un giovane e brillante studente modello che conduce una vita tranquilla, ma noiosa. Quando trova il Death Note, fatto cadere sulla Terra da Ryuk, un temibile dio della morte, decide di usarlo per uccidere i criminali con l'obiettivo utopico di purificare il mondo e di diventare il "Dio di un nuovo mondo": da questo momento si trasforma in "Kira", folle e spietato assassino di chi viene giudicato indegno nonché nemico giurato di Elle. A sei anni dal ritrovamento del Death Note verrà smascherato da Near, e subito dopo, prossimo alla morte, verrà ucciso da Ryuk, che scriverà il suo nome sul Death Note. È doppiato da Mamoru Miyano (ed. giapponese) e da Flavio Aquilone (ed. italiana).

### Elle

Il logo di Elle, usato per le sue apparizioni al computer

Elle (L?, Eru), il cui vero nome è L Lawliet (エル・ローライト?, Eru Rōraito), è il miglior detective al mondo, a cui è stato affidato il compito di rintracciare e catturare Kira. Malgrado non venga specificato nell'opera, è intuibile che Elle fosse uno degli orfani che vivevano nell'istituto per bambini con doti speciali di Watari. Il suo aspetto disordinato e scompigliato nasconde le sue grandi doti deduttive e intuitive. Ha diversi atteggiamenti singolari, come l'abitudine di sedersi in modo strano, di mangiare dolci nel mezzo di una conversazione e camminare scalzo. Fa di tutto per scoprire la vera identità di Kira, mettendo insieme ogni indizio per cercare di smascherarlo, anche senza le prove sufficienti per assicurarlo alla giustizia. Prende spesso decisioni drastiche per confondere e far fare scelte forzate al suo avversario. In diverse occasioni, rischiando la vita, rivela delle proprie debolezze, con il preciso intento di far cadere Kira in trappola per catturarlo. Per tutelare la propria incolumità sceglie gli pseudonimi di "Hideki Ryuga" e "Ryuzaki". Muore di infarto perché la dea della morte Rem scrive il nome sul suo quaderno, ma nell'anime il personaggio comparirà per un'ultima volta solo nell'ultimo episodio, poco prima che Light muoia. È doppiato da Kappei Yamaguchi (ed. giapponese) e da Stefano Crescentini (ed. italiana).

### Misa Amane
Misa Amane (弥海砂?, Amane Misa) è una ragazza dal comportamento infantile con una cotta per Kira. È una famosa modella e ama vestirsi in stile gothic lolita. È immatura e ha la tendenza a riferirsi a se stessa in terza persona (chiamandosi "Misa-Misa") per sembrare più kawaii. Misa è del tutto devota a Kira, che ha giustiziato il criminale che uccise i suoi genitori. Quando poi scopre la vera identità di Kira in Light se ne innamora perdutamente. Light, tuttavia, la vede solamente come una risorsa per i suoi piani, grazie al Death Note che anch'essa possiede e agli occhi del dio della morte, ottenuti a costo di sacrificare metà della vita che le restava da vivere. Questi occhi del dio della morte danno a Misa l'abilità di sapere il nome e la durata vitale di qualsiasi persona di cui veda il viso, garantendo a Kira un vantaggio non indifferente. Misa è inoltre una dei pochissimi umani ad essere stata amata dagli dei della morte, prima da Gelas e poi da Rem. Farà lo scambio degli occhi per due volte, diminuendo così di molto la sua durata vitale. Alla fine della storia, alla scoperta della morte di Light, si suiciderà. È doppiata da Aya Hirano (ed. giapponese) e da Germana Savo (ed. italiana).

### Near
Near (ニア?, Nia), il cui vero nome è Nate River (ネイト・リバー?, Neito Ribā), è un orfano cresciuto, insieme a Mello, nell'istituto costituito da Watari per bambini eccezionalmente dotati allo scopo di creare un nuovo successore per Elle. Si distingue da tutti gli altri bambini presenti per il suo grande ingegno, che lo porta a primeggiare nell'istituto, e per la sua razionalità che richiama molto quella di Elle, tant'è che, in modo simile a quest'ultimo, si dedica spesso alla costruzione di grattacieli fatti con i dadi come Elle usava fare con le zollette di zucchero. Proprio per tali motivi Near, insieme a Mello, è fra gli appartenenti alla Wammy's House più considerati da Elle per diventare il suo successore. Come Elle che era caratterizzato dal mangiare solo dolci, Near ha un'ossessione per i pupazzetti, i trenini e altri giochi tipicamente infantili, utilizzati da lui per spiegare in modo simbolico la situazione ai suoi alleati e agli spettatori. Sarà lui a incastrare Light alla fine della storia, anche grazie al contributo decisivo di Mello. È doppiato da Noriko Hidaka (ed. giapponese) e da Jacopo Castagna (ed. italiana).

### Mello
Mello (メロ?, Mero), il cui vero nome è Mihael Keehl (ミハエル・ケール?, Mihaeru Kēru), è cresciuto e vissuto fino all'età di 15 anni nella Wammy's House. All'interno dell'istituto era secondo solo a Near con cui, proprio per tale motivo, aveva instaurato un rapporto di eterna rivalità. Era il secondo candidato più accreditato per diventare il successore di Elle, a causa della sua impulsività che lo spinge a perseguire i propri scopi da solo proprio per sfidare Near. Dopo essersi alleato con la mafia prosegue le indagini con l'aiuto dell'amico Matt. Muore insieme all'amico il 26 gennaio 2013, ucciso da Kiyomi Takada, che aveva rapito poco prima. È doppiato da Nozomu Sasaki (ed. giapponese) e da Fabrizio De Flaviis (ed. italiana).

## Dei della morte
Gli dei della morte (死神?, shinigami) sono creature per aspetto simili a demoni che decidono se un essere umano debba vivere o morire. Dimorano in un mondo a parte rispetto a quello terreno, arido e desolato. A volte li si può vedere passare il tempo giocando a carte. Per aumentare la durata della loro vita essi scrivono i nomi degli esseri umani sul loro Death Note, rubando loro gli anni di vita che questi avrebbero altrimenti avuto se fossero morti di cause naturali; tuttavia, poiché il loro mondo è incredibilmente noioso, lo scrivere sul proprio quaderno è considerato imbarazzante e viene quindi fatto nel privato. Gli dei della morte non possono essere uccisi in alcun modo convenzionale, ma solo facendo loro salvare dalla morte certa un essere umano di cui si sono innamorati o di cui hanno simpatia o ammirazione oppure infrangendo le regole imposte dal re degli Shinigami. L'unico modo che ha un umano per vedere e sentire un dio della morte è toccando il suo Death Note o anche un brandello dello stesso. Gli dei della morte, essendo immortali, non necessitano di alimentazione questo perché essendo il loro un mondo pervaso dall'aridità non c'è cibo commestibile e dunque i loro organi interni si sono degenerati, tanto che in un certo qual modo si sono evoluti facendo sì che gli shinigami possano vivere senza nutrirsi di cibo. Tuttavia sviluppano spesso una sorta di dipendenza dal cibo umano che li porta a momenti di psicosi e crisi d'astinenza, come avviene con Ryuk per le mele e con Shidoh per la cioccolata di Mello. Gli shinigami sono intangibili ma volendolo possono toccare la materia solida, tra l'altro sono in grado di volare dato che possiedono le ali. Uno shinigami può vedere il nome di una persona e la durata della sua vita solo guardandola in volto, e hanno la capacità di donare a un umano gli occhi di un dio della morte, ma solo se l'umano in questione rinuncia alla metà degli anni che gli resta da vivere. Gli dei della morte sono identificati da un rango, che apparentemente serve ad identificare una gerarchia, anche se ciò non sembra influenzare molto la loro vita e non vi è nessuna speciale distinzione tra i vari dei della morte ad esclusione del loro re.

### Ryuk
Ryuk (リューク?, Ryūku) è il secondo protagonista della serie, un dio della morte che fa cadere il Death Note che Light Yagami raccoglie. È lui che, per passare il tempo, dà inizio alla storia. Neutrale per natura, Ryuk si rifiuta spesso di aiutare Light e si diverte invece ad osservarlo affannarsi per raggiungere i suoi obiettivi. Bisogna sottolineare che Ryuk non è in alcun modo amico di Light: agisce solamente per il suo interesse e per il suo personale divertimento, e spesso non riesce a dare a Light dettagli chiave sul Death Note. È particolarmente goloso di mele terrestri, anzi ne è talmente assuefatto che l'astinenza lo costringe a strani comportamenti quali attorcigliarsi o fare la verticale. È doppiato da Shidō Nakamura (ed. giapponese) e da Alessandro Rossi (ed. italiana).

### Rem
Rem (レム?, Remu) è la dea della morte che consegna per prima il Death Note a Misa Amane, con cui effettua anche lo scambio degli occhi. Come Ryuk, Rem possiede due Death Note; tuttavia, ne consegna uno di sua spontanea volontà alla ragazza. Ha ereditato il secondo quaderno da Gelas, un dio della morte sacrificatosi per salvare Misa, alla quale lo consegna ritenendola l'azione più giusta da fare. Rem però, oltre al quaderno, eredita anche l'amore di Gelas per la ragazza. Muore polverizzata subito dopo aver ucciso Watari ed Elle con il Death Note. È doppiata da Kimiko Saitō (ed. giapponese) e da Sonia Scotti (ed. italiana).

### Gran Re degli dei della morte
Il Gran Re degli dei della morte (死神大王?, Shinigami Daiō), detto anche come il Re della morte, è il capo di tutti gli dei della morte nonché re del loro regno. A detta di Rem, è molto difficile imbrogliarlo, nonostante ciò, Ryuk c'è riuscito. Il Re viene presentato nel capitolo 109, è un gigantesco essere appeso nell'aria con delle catene. Ha un teschio come testa, attorno alla quale vi sono altri piccoli teschi che gli girano intorno. Ha quattro braccia con tre dita ciascuna. È lui a creare i Death Note, benché non si sappia come, nonché colui che li dona agli altri dei della morte. Siccome è lui a creare i Death Note e darli agli dei della morte è l'unico ad essere veramente immortale senza il bisogno di usare un Death Note per prolungare la propria vita. Lo scontro avvenuto nel mondo degli umani, per mano di Light ed Elle sembra avere attirato persino la sua attenzione. In Death Note - Il film: Illumina il nuovo mondo, si scopre che il re degli shinigami sta morendo, anche se non viene spiegata la causa. Per nominare un sucessore vengono mandati sei Shinigami nel mondo umano con i loro quaderni. Ispirato da quello che ha fatto Light Yagami, ha promesso di cedere il suo trono allo Shinigami, il cui umano sarebbe divenuto il Nuovo Kira

### Shidoh
Shidoh (シドウ?, Shidou) è un dio della morte giunto sulla Terra per recuperare il Death Note che Ryuk gli ha rubato. Dopo aver scoperto dove si trova il suo quaderno, Shidoh si manifesta nel mondo degli umani, disposto anche a rivelare i segreti del Death Note pur di recuperarlo. Famoso fra gli altri dei della morte per la sua stupidità, Shidoh si dimostra all'altezza della sua fama. Sembra nutrire una simpatia per Mello, difatti ha in comune con lui la passione per il cioccolato. Inoltre, è colui che rivela a Mello che alcune delle regole scritte sul Death Note, compresa quella dei 13 giorni, sono fasulle, aggiunte in un secondo momento.

### Gelas
Gelas (ジェラス?, Jerasu, Jealous) appare solo in un flashback del volume 4, durante un discorso di Rem. Nel flashback si vede Gelas vegliare su una Misa più giovane rispetto a quella della storia. Infatuatosene, il dio della morte, vedendo Misa in pericolo, decide di usare il suo Death Note per uccidere il potenziale assassino della ragazza (in realtà si tratta di un ammiratore fanatico della ragazza); subito dopo aver scritto il nome, Gelas muore trasformandosi in un mucchio di sabbia e ruggine, poiché gli dei della morte hanno il compito di mettere fine alla vita degli esseri umani e non di prolungarla. Takeshi Obata spiega che voleva disegnare un dio della morte diverso dagli altri. Gelas infatti è l'unico tra gli dei della morte a non avere un aspetto maligno, ma visto di più come un essere piccolo che induce alla pietà.

### Armonia Jastin Beyondllemason
Armonia Jastin Beyondllemason (アラモニア・ジャスティン・ビヨンドルメーソン?, Aramonia Jasutin Biyondorumēson) è un dio della morte che appare solo per breve tempo nel volume 8, fornendo a Shidoh una pergamena con le varie regole che regolano i contatti fra gli dei della morte e gli esseri umani. È lui ad informare Shidoh su come recuperare il quaderno che gli è stato rubato da Ryuk, e Shidoh usa le informazioni ottenute da Jastin per recuperare il suo quaderno. È famoso tra gli dei della morte per essere un vero conoscitore delle regole del loro mondo e dei loro quaderni. Perfino il Re degli dei della morte non conosce le regole come lui.

### Chak
Chak (チャク?, Chaku) è un dio della morte che compare nello speciale Death Note: The Visualizing God. Come Ryuk, anche Chak si annoiava nel mondo degli dei della morte. Questo dio della morte è una figura scheletrica con dei capelli castani sparati all'indietro, denti aguzzi e dei bagliori rossi all'interno delle orbite; indossa un cappotto, un paio di occhiali, una cravatta come una fascia, una borsa e porta quello che sembra essere lo scheletro di un pesce preistorico che usa come martello. Ha preso molto interesse per la visita di Ryuk nel regno umano, e ha deciso di andarlo a trovare; costringendo Zerhogie, Dellidubly e Gook a farsi dire dove Ryuk si era ritirato, Chak lo incontra, e gli offre una mela marcia in cambio di informazioni sul suo precedente periodo nel mondo umano. Ryuk accetta, e dopo aver mangiato la mela comincia a raccontare la storia del suo incontro con Light Yagami. Tuttavia Chak non ascolta la parte finale e si dirige verso il mondo degli umani.

## Gruppo d'indagine giapponese

Parte del gruppo d'indagine giapponese contro Kira nella prima sigla di apertura dell'anime. Da sinistra verso destra: Hideki Ide, Kanzo Mogi, Soichiro Yagami, Tota Matsuda, Shuichi Aizawa e Hirokazu Ukita.

Un gruppo di poliziotti giapponesi impegnati nel rintracciare Kira. Sono guidati da Elle. Di tutti i poliziotti che si sono occupati del caso Kira all'inizio delle indagini, sono gli unici rimasti e sono tutti disposti a sacrificare la propria vita per condurre Kira in giudizio, mentre gli altri hanno rinunciato perché spaventati da un caso così particolare.

### Soichiro Yagami
Soichiro Yagami (夜神総一郎?, Yagami Sōichirō) è il padre di Light e l'ufficiale di polizia che inizialmente guida il gruppo di indagine sul caso Kira. È un uomo all'antica e dal forte senso morale. Si preoccupa molto per la sua famiglia per la quale sacrificherebbe la sua vita. Nutre grande fiducia nel figlio e, quando Elle gli rivela di nutrire dei sospetti su Light, si rifiuta di credere che suo figlio possa essere Kira. Inizialmente viene rappresentato come un uomo in carne, col tempo però a causa dello stress diventa via via più snello e i capelli da neri diventano in parte bianchi. Il punto di partenza per lo sviluppo del suo personaggio è stato riassunto da Oba come "un onesto ufficiale di polizia con un forte senso di giustizia", tale che i lettori "avrebbero provato compassione per tutto quello che deve affrontare". Obata lo ha rappresentato come "un detective stereotipato", mantenendo i baffi e gli occhiali dei concept preliminari di Oba. Sia lo scrittore che il disegnatore lo considerano il personaggio più puro della serie.
Yagami è un detective e sovrintendente della polizia giapponese, ed è fermamente convinto che Kira sia un pazzo criminale e che debba essere catturato. All'inizio del manga ha i capelli neri, ma poco a poco si ingrigiscono per lo stress delle indagini sul caso Kira. Infatti collabora con Elle alla cattura del pericoloso criminale, pur sapendo di mettere a rischio la propria vita. Soichiro ha un forte senso del dovere, una grande determinazione e fedeltà alla legge. Nutre stima e ammirazione nei confronti di Elle, ma crede che suo figlio sia innocente, dissentendo da primo. Soichiro è anche il primo ad aver visto il dio della morte Ryuk dopo Light e Misa. Soichiro è sposato con Sachiko e ha un'altra figlia oltre a Light, chiamata Sayu.
Soichiro, nella puntata 29 dell'anime, per uccidere Mello e salvare sua figlia, fa lo scambio degli occhi con Ryuk, ma non ha il coraggio di scrivere il nome di Mello sul Death Note. Ciò dà il tempo a uno sgherro di Mello di sparargli, tramortendolo e di lasciarlo scappare, facendo esplodere la base: Soichiro muore poco dopo in un ospedale. Appena prima di morire fa però in tempo a dire che Light non è Kira, dato che possiede gli occhi del dio della morte e, se Light fosse Kira, non potrebbe vedere la sua durata vitale. In realtà Light ha appena rinunciato al possesso del Death Note di proposito ed è questo l'unico motivo per cui il padre può vedere la sua durata vitale. In seguito Ryuk commenta la sua morte dicendo che chi fa uso del Death Note è condannato all'infelicità e quindi Soichiro, che alla fine si era rifiutato di uccidere Mello usando il quaderno, doveva essere felice nel momento della morte, perché si era illuso fino alla fine che Light non fosse Kira. È doppiato da Naoya Uchida (ed. giapponese) e da Stefano Mondini (ed.italiana). Nel live action è interpretato da Takeshi Kaga.

### Tota Matsuda
Tota Matsuda (松田桃太?, Matsuda Tōta) è il membro più schietto e ingenuo del gruppo d'indagine. Nonostante sia anche lui un accanito oppositore di Kira, è l'unico membro dello staff ad ammettere gli effetti positivi delle azioni Kira sul mondo. È anche il membro che Light riesce a ingannare più facilmente, riuscendo a guadagnare la sua totale fiducia. Sembra attratto da Sayu, la sorella di Light.
All'inizio della storia egli è l'assistente di Soichiro Yagami, il padre di Light Yagami. Durante la storia lavora come manager di Misa Amane e durante il suo lavoro scopre che la Yotsuba è implicata nel caso Kira. Per non venire ucciso deve fingere la sua morte e in più rischia la vita dichiarando in diretta durante un programma alla Sakura TV di conoscere l'identità del killer; così facendo attira l'assassino in una trappola. Nell'ultimo episodio Matsuda è l'unico a sparare a Light, scoppiando in lacrime per il suo vile doppiogioco e per il suo tradimento, oltre che per la sua insensibilità per la morte del padre.
Tota Matsuda viene spesso definito un idiota per il suo comportamento a volte infantile. Viene anche definito un sempliciotto dai suoi compagni di squadra. Ha comunque un enorme spirito di sacrificio e il più delle volte si offre volontario per missioni pericolose. Trova tuttavia un pieno riscatto nel finale della storia quando, sparando furiosamente a Light, lo anticipa impedendo a quest'ultimo di utilizzare i frammenti di quaderno che nascondeva nell'orologio, evitando così l'eliminazione di Near.
Nel volume 13 del manga viene descritto che è stato lui a dire a Misa della morte di Light, e che questa scoperta ha indotto la ragazza al suicidio. È doppiato da Ryō Naitō (ed. giapponese) e da Leonardo Graziano (ed. italiana).

### Kanzo Mogi
Kanzo Mogi (模木完造?, Mogi Kanzō) è uno dei membri più solerti nel lavoro e taciturni del gruppo d'indagine. Alto e corpulento, per la maggior parte del tempo resta in silenzio, al punto che quasi non si nota la sua presenza. Raccoglie dati in maniera veloce e precisa. Dimostra di essere anche un ottimo attore, simulando alla perfezione se necessario agitazione e buon umore, tratti completamente estranei al suo solito comportamento. È doppiato da Kazuya Nakai (ed. giapponese) e Germano Basile (ed. italiana).

### Hirokazu Ukita
Hirokazu Ukita (宇生田 広数?, Ukita Hirokazu) è uno dei membri del gruppo d'indagine, a esso unitosi determinato a catturare Kira, anche entrando in diretto contatto con Elle. È particolarmente amico di Aizawa. Quando Misa Amane (il secondo Kira) trasmette su Sakura TV un messaggio sostenendo che lei fosse Kira, Ukita incautamente si precipita alla stazione per fermare la trasmissione, senza aver avvisato la sua squadra. Dal momento che Misa ha gli occhi del dio della morte, lo uccide, non appena si avvicina alla porta e sta per sparare. È doppiato da Hidenobu Kiuchi (ed. giapponese) e da Carlo Scipioni (ed. italiana).

### Shuichi Aizawa
Shuichi Aizawa (相沢周市?, Aizawa Shūichi) è il membro più diligente del gruppo d'indagine su Kira, il che a volte lo rende dubbioso sul seguire Elle dati i suoi modi "non convenzionali". Lascia il gruppo di investigazione nell'episodio 18 dell'anime, irritato per un trabocchetto tesogli da Elle per verificare la sua fedeltà al caso Kira. Tuttavia egli continua a collaborare con il gruppo tramite la polizia, dando un notevole contributo alla cattura di Higuchi. Dopo la morte di Elle inizia a sospettare di Light Yagami e della sua innocenza, al punto da arrivare a collaborare con Near per verificare le sue ipotesi. È doppiato da Keiji Fujiwara (ed. giapponese) e da Marco Baroni (ed. italiana).

### Hideki Ide
Hideki Ide (伊出 英基?, Ide Hideki) è uno dei membri del gruppo d'indagine e inizialmente lascia il gruppo perché non accetta i metodi di Elle; rientrerà in seguito per aiutare i suoi compagni. È l'unico a cui Aizawa confida i suoi sospetti su Kira. È doppiato da Hideo Hishikawa (ed. giapponese) ed Enrico Pallini (ed. italiana).

## Squadra investigativa internazionale

### Watari
Watari (ワタリ?, Watari), il cui vero nome è Quillsh Wammy (キルシュ・ワイミー?, Kirushu Waimī), è un uomo anziano assistente di Elle. Si occupa della logistica del gruppo d'indagine. È anche il fondatore di un istituto per bambini prodigio e di diversi orfanotrofi pagati con i soldi ricavati dalla sue invenzioni, nei quali allevava bambini dalle doti intellettuali fuori dalla norma, allo scopo di formare dei superdetective in grado di risolvere ogni tipo di caso. Viene ucciso, poco prima di Elle, da Rem (istigata astutamente da Light, per evitare la cattura di Misa). Tuttavia, prima di morire, riesce a cancellare tutti gli archivi sul caso Kira, come ordinato dallo stesso Elle. È doppiato da Kiyoshi Kobayashi (ed. giapponese) e da Michele Kalamera (ed. italiana).

### Aiber
Aiber (アイバー?, Aibā), il cui vero nome è Tierry Mortello (ティエリ・モレロ?, Tieri Morero), è un truffatore professionista entrato a far parte della squadra investigativa. Conosce molte lingue e interpreta Eraldo Coil, il secondo investigatore migliore del mondo che in realtà è un altro pseudonimo di Elle, che si nasconde dietro i tre migliori investigatori del pianeta. Svolge egregiamente il ruolo di falso informatore della Yotsuba, eseguendo alla lettera gli ordini del gruppo di investigazione. Non ama fare uso delle armi da fuoco. Nel manga Aiber morirà di cancro in Francia, con la sua famiglia al suo capezzale, forse per mano di Light. Nell'anime morirà probabilmente per attacco cardiaco, visto che quando Light scrive il suo nome sul Death Note, non compare la causa della morte. È doppiato da Takuya Kirimoto (ed. giapponese) e da Alessandro Ballico (ed. italiana).

### Wedy
Wedy (ウエディ?, Uedi), il cui vero nome è Merrie Kenwood (メリー・ケンウッド?, Merī Ken'uddo), è una ladra professionista entrata con Aiber nella squadra investigativa. Riesce a scassinare le serrature e a mettere fuori uso le telecamere con molta facilità. Nel manga morirà in un incidente stradale, causato dal Death Note; nell'anime morirà per attacco cardiaco mentre guida la sua moto, andando a schiantarsi. È doppiata da Miki Nagasawa (ed. giapponese) e da Stella Gasparri (ed. italiana).

### Raye Penber
Raye Penber (レイ・ペンバー?, Rei Penbā) è un agente dell'FBI inviato in Giappone per investigare su Kira. Una delle missioni di Penber è quella di pedinare i familiari degli agenti di polizia per scoprire se tra loro si nasconde in realtà Kira. Grazie a un abile stratagemma di Kira, verrà ucciso appena uscito dalla metropolitana, solo dopo aver scoperto i nomi degli altri agenti dell'FBI e aver scritto i loro nomi su una pagina del Death Note. È doppiato da Hideo Hishikawa (ed. giapponese) e da Gabriele Lopez (ed. italiana).

### Naomi Misora
Naomi Misora (南空ナオミ?, Misora Naomi) è un ex agente dell'FBI e fidanzata di Raye Penber. Avendo ancora una certa deformazione professionale, è molto portata a formulare ipotesi e a sospettare sui poteri di Kira, al punto da essere tentata di indagare nonostante non faccia più parte della polizia; è infatti la prima a pensare che Kira non uccida solo tramite arresto cardiaco, ma dopo alcune difficoltà Light, considerandola pericolosa, riesce a farsi rivelare il suo nome e la fa morire tramite suicidio. Nonostante nel manga il suo ruolo sia limitato, nel primo film acquista importanza fino a diventare il principale antagonista di Light insieme a Elle. Naomi, come Elle stesso accenna nel volume 2, partecipò a un'altra indagine condotta da lui. Su questo caso, denominato "B", Mello scriverà un libro. È doppiata da Naoko Matsui (ed. giapponese) e da Domitilla D'Amico (ed. italiana).

### Matt
Matt (マット?, Matto), il cui vero nome è Mail Jeevas (マイル・ジーヴァス?, Mairu Jīvasu), è un amico di Mello, anch'esso residente nella Wammy's House di Watari. Oba lo descrive come uno degli orfani più talentuosi e belli dell'orfanotrofio. Le sue doti di spionaggio sono molto acute. Adora i videogiochi, da cui sembra non riuscire a staccarsi neanche per un momento, e odia uscire all'aperto. È un accanito fumatore di sigarette. Nel manga fa la sua comparsa nel numero 10, dove collabora con Mello. Nell'anime compare raramente ed è rappresentato con i capelli castani e gli occhi verdi coperti da un paio di occhialini arancioni, mentre nell'artbook il suo aspetto è differente: i capelli sono castani, gli occhi celesti ed è privo degli occhialini. Muore nell'episodio 35 della serie quando, dopo aver aiutato Mello a rapire la giornalista Kiyomi Takada, verrà fermato dalla scorta della donna fedele a Kira e crivellato di colpi. È doppiato da Tomohiro Nishimura (ed. giapponese).

### Secret Provision for Kira
La Secret Provision for Kira, spesso abbreviato in SPK, è un gruppo investigativo formato dai migliori agenti di CIA e FBI, è capeggiato da Near, brillante detective dell'FBI, considerato il degno successore di Elle. Il gruppo nasce dalla necessità, a seguito della morte di Elle, di scoprire la vera identità di Kira e arrestarlo. Il diciannovenne Near, sospettando che l'attuale Elle sia un impostore, crea l'SPK con l'autorizzazione del presidente degli Stati Uniti d'America, dopo aver raccolto per cinque anni consecutivi un materiale enorme di informazioni su Kira. Dopo un attentato da parte di Mello, che decima i membri dell'SPK, Near continua nelle sue indagini. Tutti i loro agenti usano nomi falsi.
Anthony Rester
Anthony Rester (アンソニー・レスター?, Ansonī Resutā) è tra gli elementi del gruppo quello che pare mettere più in discussione i metodi di Near, tuttavia esegue tutti i suoi ordini. Quando Near intuisce che Light e Kira sono la stessa persona, è evidente che Rester non avrebbe avuto nulla in contrario a far uccidere Light in modo da eliminare pure Kira anche senza avere delle prove concrete, tuttavia Near ha escluso questa possibilità in quanto ciò è in contrasto con la sua etica morale. Quando Light viene smascherato Lester e Gevanni sono stati fondamentali dato che avevano conferito a Mikami un Death Note falso in sostituzione di quello vero dato che loro due vi avevano scritto tutti i nomi presenti nel quaderno vero, infine Rester e Gevanni catturano Mikami. Il suo vero nome è Anthony Carter. È doppiato da Masaki Aizawa (ed. giapponese) e da Roberto Draghetti (ed. italiana).
Halle Lidner
Halle Lidner (ハル・リド ナー?, Haru Ridonā) è l'unica donna nell'SPK, viene incaricata di fare da guardia del corpo a Takada quando Near intuisce che Kira si tiene in contatto con lei. È una donna avvenente. Per ragioni non ben specificate, è l'unico membro del gruppo che si tiene in contatto con Mello. Quest'ultimo muore quando sequestra Takada, ma ciò fa sì che Mikami commetta un'imprudenza che consentirà a Near di smascherare sia Mikami che Light il quale si rivela Kira, infatti Lidner intuisce che Mello aveva agito così proprio per aiutare Near a dargli i mezzi per sconfiggere Light.
Stephen Gevanni
Stephen Gevanni (ステファン ジェバンニ?, Sutefan Jebanī) è l'agente a cui viene dato l'incaricato da Near di pedinare Teru Mikami, sospettato di essere il nuovo Kira; grazie alle sue scoperte, permette a Near di scoprire le intenzioni di Light e infine di smascherarlo, infatti nel confronto finale tra Light e Near saranno proprio Gevanni e Rester a catturare Mikami. Il suo vero nome è Stephen Loud. È doppiato da Hiroki Takahashi (ed. giapponese) e da Marco Bassetti (ed. italiana).

## Alleati di Light/Kira

### Kiyomi Takada
Kiyomi Takada (高田 清美?, Takada Kiyomi) era la ragazza più popolare dell'università che frequentava con Light, per cui aveva una cotta. Finita l'università, la ragazza inizia la sua carriera di giornalista fino a diventare un volto così noto da venir scelta da Teru Mikami (che rivestiva il ruolo di Kira al posto di Light al tempo) come sua portavoce. La donna non ha difficoltà ad accettare il ruolo, non solo per la minaccia costante di morte da parte di Kira, ma anche perché ne condivide gli ideali. Ben presto il terrore di Kira porta il mondo a venerarla come suo araldo, rendendola un personaggio potente e temuto, in quanto è lei a recapitare a Kira i nomi dei criminali da punire con la morte inviatigli da tutto il mondo. Nel frattempo viene avvicinata da Light, il quale si serve di lei per entrare in contatto col nuovo Kira; il giovane, giocando abilmente coi suoi sentimenti, riesce a farla cadere ai suoi piedi, garantendosi la sua totale fedeltà. Durante uno dei loro incontri le rivela di essere Kira e telefona al secondo Kira, ovvero Teru Mikami, che eseguiva gli omicidi mentre l'originale era tenuto d'occhio dal quartier generale giapponese. Il triangolo amoroso Light-Misa-Kiyomi è lungi dall'essere risolto e ciò darà vita a una serie di battibecchi tra le ragazze, anche se Light non sembra veramente interessato a nessuna delle due e, anzi, le usa entrambe per i suoi scopi.
Alcuni giorni dopo Takada riceve l'ordine di sostituire Mikami come omicida, in ottemperanza al piano del secondo Elle per smascherare Near, ma all'improvviso viene rapita da Mello, il quale si fa però riconoscere e uccidere dalla giornalista, che nascondeva una pagina del quaderno nel reggiseno. Nonostante Takada riesca a mettere in atto tutte le misure d'emergenza suggeritele da Light per casi del genere, egli la condanna senza pietà a suicidarsi dandosi fuoco scrivendo il nome della ragazza su un pezzetto del quaderno, eliminando così le prove dei suoi contatti con Kira: "Kiyomi Takada, ti suiciderai e brucerai il foglio che hai in mano, infine darai fuoco a tutto ciò che è vicino a te". Sarà proprio la sua morte a far sì che Light venga smascherato da Near: infatti il rapimento di Takada spinge Mikami, convinto che Light sia al momento impossibilitato ad agire, a dirigersi in banca per prelevare il quaderno (cosa che permette a Near di capire che quello usato da Mikami fino ad ora era falso e che in realtà era Takada a scrivere i nomi) e condannare a morte Takada nello stesso modo deciso da Light, ma fissando il momento della morte un minuto dopo quello stabilito da Light, motivo per cui nessuno dei due si accorge dell'iniziativa dell'altro.

### Teru Mikami
Teru Mikami (魅上 照?, Mikami Teru) è un giovane magistrato ammiratore di Kira a cui viene affidato il compito di portare avanti le esecuzioni al suo posto. È un fanatico di Kira e assiduo frequentatore degli show televisivi a lui dedicati. Quando Light viene messo alle strette da Near, non potendo più affidare gli omicidi col quaderno alla fidanzata Misa Amane, trova in Mikami un valido sostituto, o per meglio dire servitore. Il giovane è stato sempre animato da un forte senso della giustizia e per questo ha intrapreso la carriera di magistrato, mirando però a colpire i criminali per punirli, piuttosto che per rieducarli. Non appena Kira fa il suo ingresso nel mondo, Mikami vede realizzarsi il suo più grande desiderio e ne condivide subito ideali e modo d'agire. Quando riceve il secondo Death Note con le istruzioni per usarlo, non esita un istante prima di dimezzare la sua vita in cambio degli occhi di Ryuk, in modo da "poter meglio servire Kira".
Inizia quindi a giustiziare criminali con un ritmo impressionante, ma anche a eliminare chi, come Demegawa, sfruttava l'immagine di Kira per scopi personali. Non riuscendo più a contattare Light, decide di trovare un nuovo portavoce nella figura di Kiyomi Takada, annunciatrice televisiva che aveva avuto modo di conoscere in un talk show, la quale condivideva anch'essa gli ideali di Kira. Yagami riesce a contattare Mikami appunto grazie a Takada e in tal modo corregge la deriva estremista che Mikami stava prendendo. Mikami diventa una figura irrinunciabile per Light e parte integrante del piano per sconfiggere Near, fungendo da specchietto per le allodole: un mese prima del faccia a faccia tra i due rivali, Mikami, sotto ordine di Yagami, inizia a usare un falso quaderno, che avrebbe poi lasciato rubare e manomettere a Gevanni, collaboratore di Near, in modo che questi credesse di avere manomesso l'originale. In questo modo Mikami avrebbe mantenuto il quaderno vero, col quale poi avrebbe eliminato Near e i membri dell'SPK non appena questi fossero usciti allo scoperto. Fortunatamente Near si impossessa anche del vero quaderno e coglie sul fatto il magistrato a scrivere il suo nome. Nell'anime Mikami si suicida dilaniandosi con la penna dopo l'arresto, distraendo così gli agenti e dando a Light l'occasione di scappare dal capannone; nel manga invece rinnega Kira, riconoscendolo come un essere umano qualunque e non oppone resistenza alcuna. Dieci giorni dopo, mentre si trova in prigione, impazzisce e muore in circostanze poco chiare (nelle ultime pagine del manga viene fatto intuire che possa essere stato Near ad ucciderlo, scrivendo il suo nome sul quaderno prima di distruggere quest'ultimo).
Contrariamente ai personaggi del manga, introdotti senza alcuna presentazione, a Mikami viene dedicato un intero capitolo per raccontarne la vita prima del suo ingresso nella storia. Sin dall'infanzia possedeva uno spiccato senso della giustizia, che lo portava a opporsi continuamente agli atti di bullismo nella sua scuola, ottenendo solo il risultato di divenire anch'egli bersaglio di prepotenze. Un giorno sua madre lo invita a cessare la sua battaglia e ad accettare che il male esiste, ma lui interpreta ciò come un invito ad arrendersi alle ingiustizie e la rinnega. Pochi giorni dopo, i quattro bulli della sua classe rubano una macchina e si schiantano, investendo la madre di Mikami: con la morte contemporanea delle cinque persone che più odiava, il ragazzo iniziò a credere in una giustizia superiore in grado di punire i malvagi. Per continuare la sua battaglia contro il male, studia giurisprudenza e diventa magistrato. Le morti a opera di Kira di alcuni criminali da lui condannati rafforzano le sue convinzioni e diventa immediatamente un accanito sostenitore dell'assassino. Quando riceve da Ryuk il Death Note di Misa con le istruzioni, si convince di essere un predestinato e inizia l'attività di boia con la meticolosità che caratterizza la sua intera esistenza: compila esattamente una pagina del quaderno al giorno, ripetendo compulsivamente «eliminato!» dopo ogni nome. L'uccidere decine di persone non gli causa alcun rimorso, ma al contrario lo esalta, convinto com'è di essere l'eletto di Kira. Gradualmente, comunque, l'uso del Death Note lo porta alla follia. È doppiato da Masaya Katsukaze (ed. giapponese) e da Nanni Baldini (ed. italiana).

### Hitoshi Demegawa
Hitoshi Demegawa (出目川 仁?, Demegawa Hitoshi) è il direttore dell'emittente televisiva Sakura TV, contrariamente agli altri fedeli di Light (ovvero Kira) come Misa, Takada e Mikami egli non è stato scelto come suo seguace direttamente da Ligth, infatti Demegawa si è autodefinito impropriamente un suo servitore. Fin dalla sua prima apparizione viene messa in risalto la sua natura superficiale, infatti Misa, come secondo Kira, aveva costretto i colleghi di Demegawa a diffondere via TV i nastri delle audiocassette che lei aveva recapitato all'emittente televisiva dove uccideva le proprie vittime in diretta TV, infatti i conduttori sono stati costretti a ubbidirle dato che erano praticamente suoi ostaggi (infatti Misa chiaramente li avrebbe uccisi con il Death Note se non le avessero ubbidito) tuttavia Demegawa trovava questa situazione così ambigua esaltante dato che vedeva in tutto ciò la possibilità di alzare l'audience del proprio programma.
Quando Kira diventa una figura temuta e da molti persino rispettata, Demegawa ne approfitta per conquistare più notorietà personale, si autoproclama portavoce di Kira, addirittura incoraggia un'intera folla da lui guidata a bordo di un elicottero, ad assediare il quartier generale di Near e del suo gruppo investigativo, Light approfitta della situazione per far sì che Near, nel tentativo di fuggire, venga inquadrato dalle videocamere in modo che Misa (che possiede gli occhi dello shinigami) possa vederlo in volto e ucciderlo con il Death Note, ma il piano fallisce dato che Near riesce a distrarre la folla facendo gettare delle banconote per strada in modo che vengano raccolte, mentre lui e la sua squadra si mettono in salvo.
Demegawa commette l'errore di esagerare quando, in diretta televisiva, tenta di convincere gli spettatori a elargirgli il denaro necessario per realizzare un tempio dedicato a Kira, dichiarando che ciò avrà lo scopo di creare quello che lui chiama "Il Regno di Kira" addirittura presentando quattro di coloro che diverranno i ministri del nuovo regno: Misa su richiesta di Light rinuncia al possedimento del Death Note affidandolo a Mikami che scrive il nome di Demegawa e dei quattro ministri nel quaderno e tutti loro muoiono sotto lo sguardo del pubblico televisivo per arresto cardiaco. È doppiato da Chafūrin (ed. giapponese) e da Roberto Stocchi (ed. italiana)

## Altri personaggi

### Sachiko Yagami
Sachiko Yagami (夜神幸子?, Yagami Sachiko) è la madre di Light e moglie di Soichiro. Nei confronti del marito è molto apprensiva, infatti è evidente che non le piace il fatto che lui indaghi su Kira temendo che ciò possa danneggiarlo. Nella storia ha un ruolo marginale e ignora completamente i sospetti penali su Light. È doppiata da Ai Saito (ed. giapponese) e da Antonella Alessandro (ed. italiana).

### Sayu Yagami
Sayu Yagami (夜神粧裕?, Yagami Sayu) è la sorella minore di Light. Viene rapita da Mello per ottenere il Death Note in possesso di L col ricatto, per mezzo di un piano criminale di scala internazionale. Matsuda è innamorato di lei. Nella sua ultima apparizione viene mostrata durante la festa del compimento della maggiore età durante le celebrazioni del Capodanno. È doppiata da Haruka Kudō (ed. giapponese) e da Letizia Ciampa (ed. italiana).

### Kyosuke Higuchi
Kyosuke Higuchi (火口卿介?, Higuchi Kyōsuke) è uno dei membri del consiglio dei dirigenti del gruppo Yotsuba. Higuchi è un individuo arrogante e cinico, disposto a tutto pur di privilegiare i propri interessi personali e, nonostante a volte definisca "sciocchezze" questioni come lo status sociale e la ricchezza nel privato, in realtà ambisce molto a questi fattori. Quando Light rinuncia al Death Note affidandolo a Rem quest'ultima lo dona a Higuchi, il quale diventa il nuovo Kira, oltre a usare il quaderno per uccidere i criminali Higuchi se ne serve per eliminare soggetti che possano intralciare la Yotsuba, ciò garantisce potere all'azienda, con Rem che lo segue ovunque. Effettivamente Rem ha ceduto il Death Note a Higuchi perché egli rappresentava il profilo che Light cercava: un uomo che non solo godesse di posizione ma che fosse spinto dall'ambizione. La sua casa ha un sistema di sorveglianza molto sofisticato, inoltre possiede ben sei auto. È infatuato di Misa Amane, mira infatti a farla diventare sua moglie. Light, che per aver rinunciato al possesso del Death Note ha perso ogni ricordo sul fatto che lui stesso è il vero Kira, collabora con Elle per smascherare Higuchi e arrestarlo, e infatti con un piano ben congeniato lo catturano, la polizia requisisce il Death Note ed è così che Elle e il gruppo investigativo scoprono per la prima volta l'esistenza del quaderno e dello shinigami. Quando Light tocca il quaderno riacquista i ricordi perduti, egli ritorna a essere Kira, quindi ora si vede costretto a uccidere Higuchi dato che, essendo lui l'attuale proprietario del Death Note è necessario ucciderlo affinché Light possa reclamarne il legittimo possesso, di conseguenza Light scrive il nome di Higuchi con il sangue su un pezzo di carta strappato dal Death Note che nascondeva dentro il proprio orologio, e Higuchi muore per arresto cardiaco. È doppiato da Issei Futamata (ed. giapponese) e da Nino Prester (ed. italiana).

### Reiji Namikawa
Reiji Namikawa (奈南川 零司?, Namikawa Reiji) è membro del gruppo Yotsuba, è il più giovane tra i membri del consiglio amministrativo, è un uomo pacato e intelligente, quando lui e i colleghi capiscono che il nuovo Kira è uno di loro intuisce subito che si tratta di Higuchi, vista la sua natura avida e spregiudicata. Namikawa aiuta Light e Elle a mettere in trappola Higuchi il quale viene arrestato e poi ucciso da Light quando scrive il suo nome su un figlio strappato dal Death Note. Light uccide Nimakawa e tutti gli altri membri del consiglio della Yotsuba scrivendo i loro nomi sul Death Note e infatti muoiono per arresto cardiaco. È doppiato da Hirofumi Nojima (ed. giapponese) e da Christian Iansante (ed. italiana)